# Gaisberg (Adelsgeschlecht)

Stammwappen derer von Gaisberg

Gaisberg (auch Gaisberger) ist der Name eines schwäbischen Adelsgeschlechts, das zunächst überwiegend im Remstal ansässig war. 1824 wurde der Freiherrenstand der Familie von König Wilhelm I. für Württemberg bestätigt. Neben den beiden Hauptlinien Gaisberg-Helfenberg und Gaisberg-Schöckingen bestand noch eine bayerische Nebenlinie, deren Freiherrenstand 1854 anerkannt wurde.

## Geschichte
Erstmals urkundlich erwähnt wird das Geschlecht mit dem „ehrbaren Mann“ Fritz Gaisberg, mit dessen gleichnamigem Vater die Stammreihe beginnt. Die Familie kam ursprünglich aus Kirchberg an der Murr, wo Conrad Gaisberg noch 1393 als Schultheiß amtierte. Fritz Gaisberg erwarb 1352 von der Witwe des Albrecht Hummel von Lichtenberg ein Rittergut zu Bottwar. Sein Sohn Fritz erscheint 1392 als Vogt zu Schorndorf und wird als solcher 1393 vom Grafen Eberhard von Württemberg mit dem heutigen Schorndorfer Stadtteil Weiler belehnt. Dessen Nachkommen blieben in der Schorndorfer Gegend ansässig. Sie bekleideten am Hofe und in den Diensten der Grafen von Württemberg hohe Ämter und waren Lehensmänner der Grafen.
Das Wappen der Familie von Gaisberg, in goldenem Schild ein gebogenes schwarzes Steinbockshorn, wurde am 6. Oktober 1499 in einem Wappenbrief vom römisch-deutschen König und späteren Kaiser Maximilian I. für die Brüder Niclas und Hans Gaisberger bestätigt. Erst damals wuchsen die Gaisberger in den Adel hinein. Seit den 1490er Jahren wurden die ersten Mitglieder der Familie (Ulrich und Hans) in den Quellen als „Junker“ bezeichnet. Ein Urenkel Peter von Gaisberg erhielt 1570 mit weiteren besonderen Vorrechten von Kaiser Maximilian II. eine Bewilligung, sich nach seinen Sitzen Altensperg und Planhoven zu benennen (privilegium denominandi).
Die Mutter des Generals Georg Friedrich vom Holtz zu Niederholz war Anna von Gaisberg. Ihre Eltern saßen auf der Burg Waldenstein.
Im 16. Jahrhundert wurde Schnait im Remstal der Stammsitz des Geschlechts. Es bildeten sich die beiden Hauptlinien zu Schöckingen und zu Helfenberg, die im Laufe der Zeit den Familienbesitz erheblich erweitern konnten. 1660 gelangte Schloss Schöckingen als württembergisches Lehen in den Besitz der Familie. 1678 konnten die Burg Schaubeck und im gleichen Jahr die Burg Hohenstein erworben werden, 1686 die Herrschaft Helfenberg bei Heilbronn. Während die meisten Güter wieder verloren gingen, sind Schloss Großheppach, Gut Neudegg, zum Teil das Schloss in Schöckingen und das Schloss Obermönsheim noch in Familienbesitz.
Während des 18. Jahrhunderts gehörten die Herren von Gaisberg wegen des Besitzes bzw. Teilbesitzes von Helfenberg (ab 1740), Schloss und Gut Hohenstein (1678 bis 1738), Gut Schnait (seit 1633) und den Herrschaften Kleinbottwar und Schaubeck zur Reichsritterschaft im Ritterkanton Kocher des schwäbischen Ritterkreises. Wegen des Besitzes von grafeneckschen Gütern waren Angehörige des Geschlechts ab 1599 auch im Ritterkanton Neckar-Schwarzwald immatrikuliert, dem noch 1805 Mitglieder der Linie Gaisberg zu Schöckingen angehörten. Von 1785 bis 1800 war Benjamin von Gaisberg kurzzeitig Personalist im Ritterkanton Odenwald des fränkischen Ritterkreises.
Vom württembergischen König Wilhelm I. wurde am 19. November 1824 der Freiherrenstand der gesamten Familie, auf Grund der Zugehörigkeit zur Reichsritterschaft, bestätigt. Am 26. August 1907 erfolgte die Genehmigung, die beiden Hauptlinien der Familie als Freiherren von Gaisberg-Helfenberg und Gaisberg-Schöckingen zu benennen. Eine zu Gut Neudegg im Königreich Bayern ansässige Zweiglinie wurde im Jahre 1854 bei der Freiherrenklasse der Adelsmatrikel eingetragen.

## Burgen und Schlösser, die im Besitz der Gaisberger sind oder waren
- Altes Schloss Schnait  (von ca. 1500 bis 1779 in Familienbesitz)
- Gaisburg bei Waiblingen-Hohenacker (Flurname Gaisberg; 1350 als Gaispurg erwähnt)
- Schloss Großheppach (auch Schloss Gaisberg; seit um 1900 im Besitz der Linie Gaisberg-Helfenberg)
- Schlössle Haubersbronn (1573 erstmals erwähnt)
- Burg Helfenberg (Ilsfeld)
- Burg Kirchberg a. d. Murr (nicht mit Sicherheit; Flurname: Gaisberg)
- Mittleres Schloss Kleinbottwar (im 17. Jahrhundert)
- Schlössle Oberrot (von 1555 bis etwa 1571)
- Neues Schloss Schnait (von ca. 1600 bis 1779 in Familienbesitz)
- Burg Schaubeck (im 17. Jahrhundert gaisbergisch; an die Kniestedt verkauft)
- Burg Schnait (im 16. Jahrhundert abgegangen)
- Schloss Schöckingen (seit 1660 gaisbergisch)
- Schlössle Steinreinach bei Korb (im 16. Jahrhundert)
- Unteres Schloss Kleinbottwar
- Vorderes Schlössle Oberensingen (im 17. Jahrhundert gaisbergisch)
- Burg Waldenstein bei Rudersberg (von 1588 bis 1634 im Besitz der Gaisberger)
- Burg Warthof (im 18. Jahrhundert gaisbergisch)

Bilder
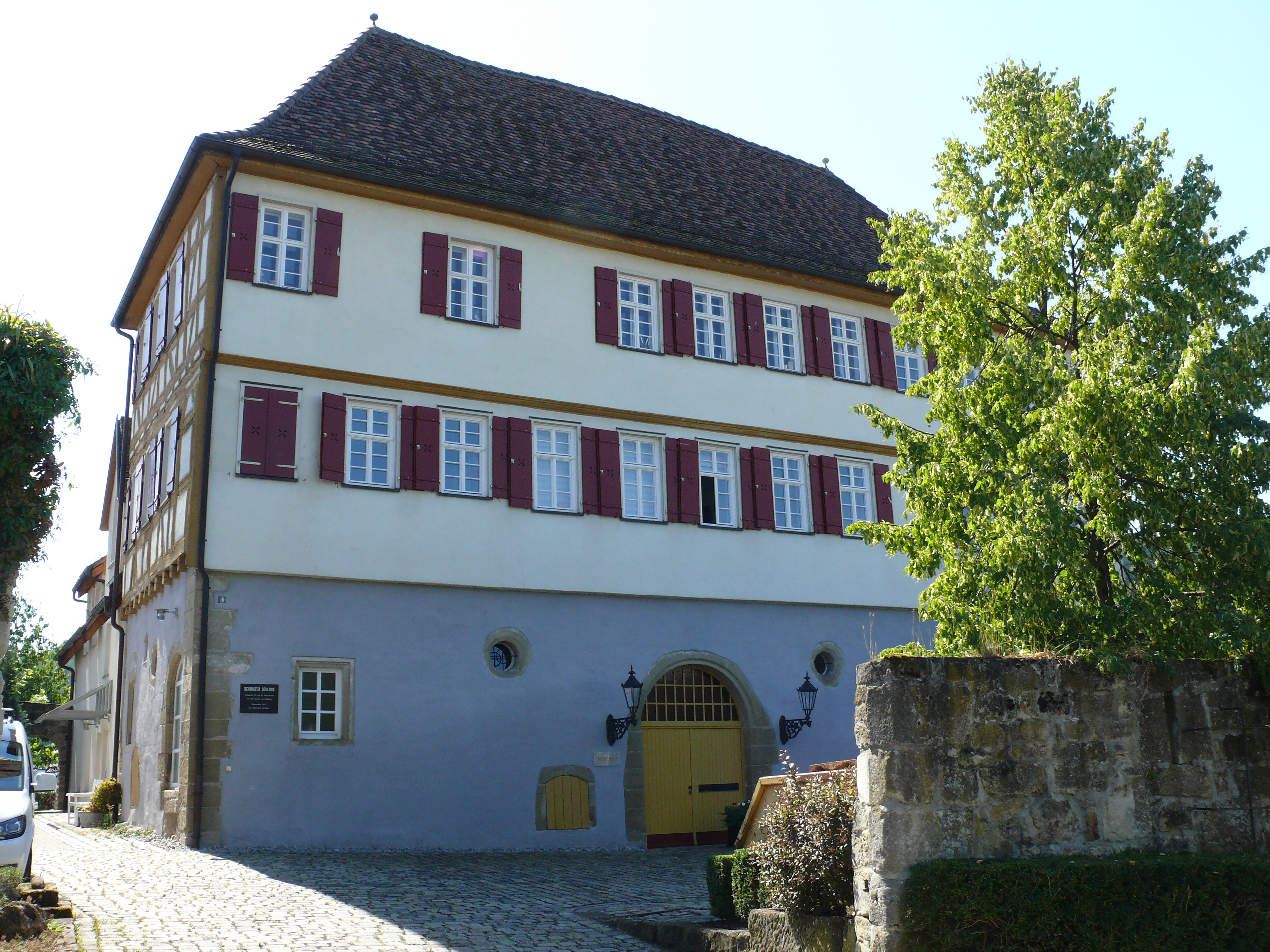
Altes Schloss Schnait (erbaut im 16. Jahrhundert)
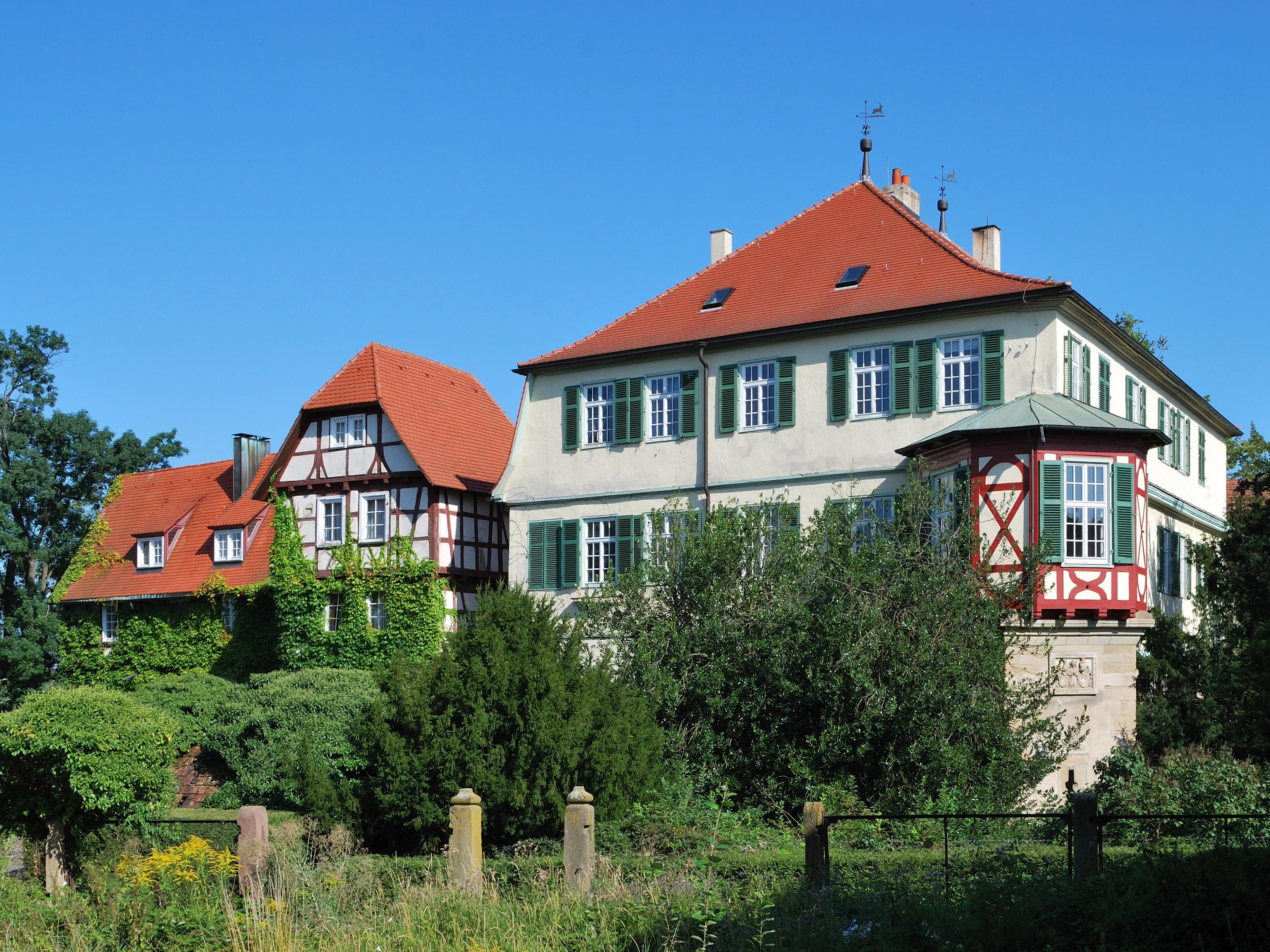
Neues Schloss Schöckingen
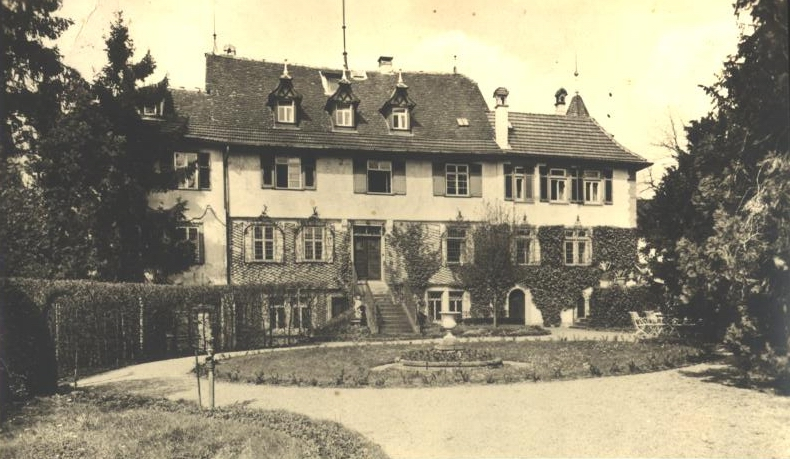
Schloss Großheppach um 1930
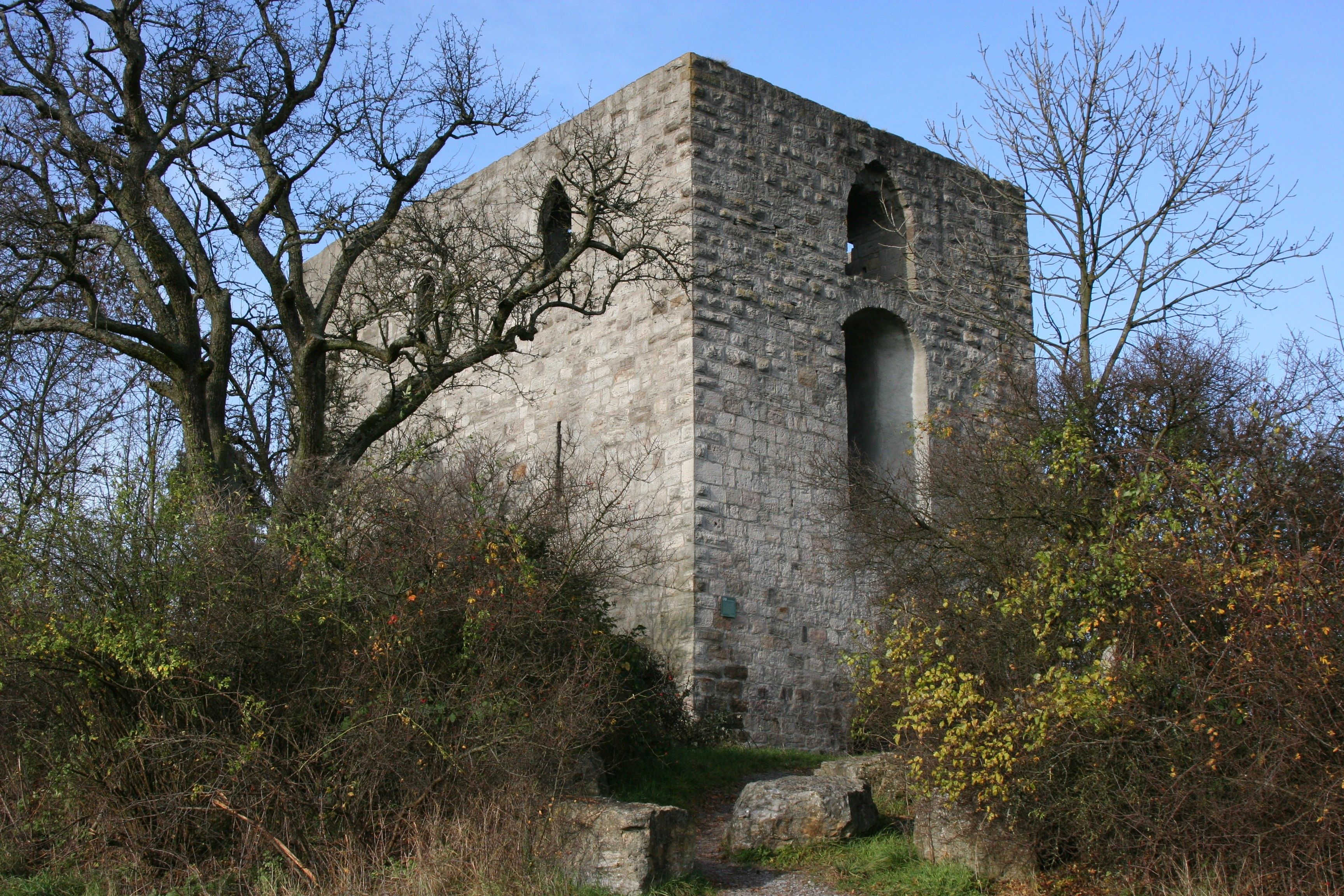
Burgruine Helfenberg
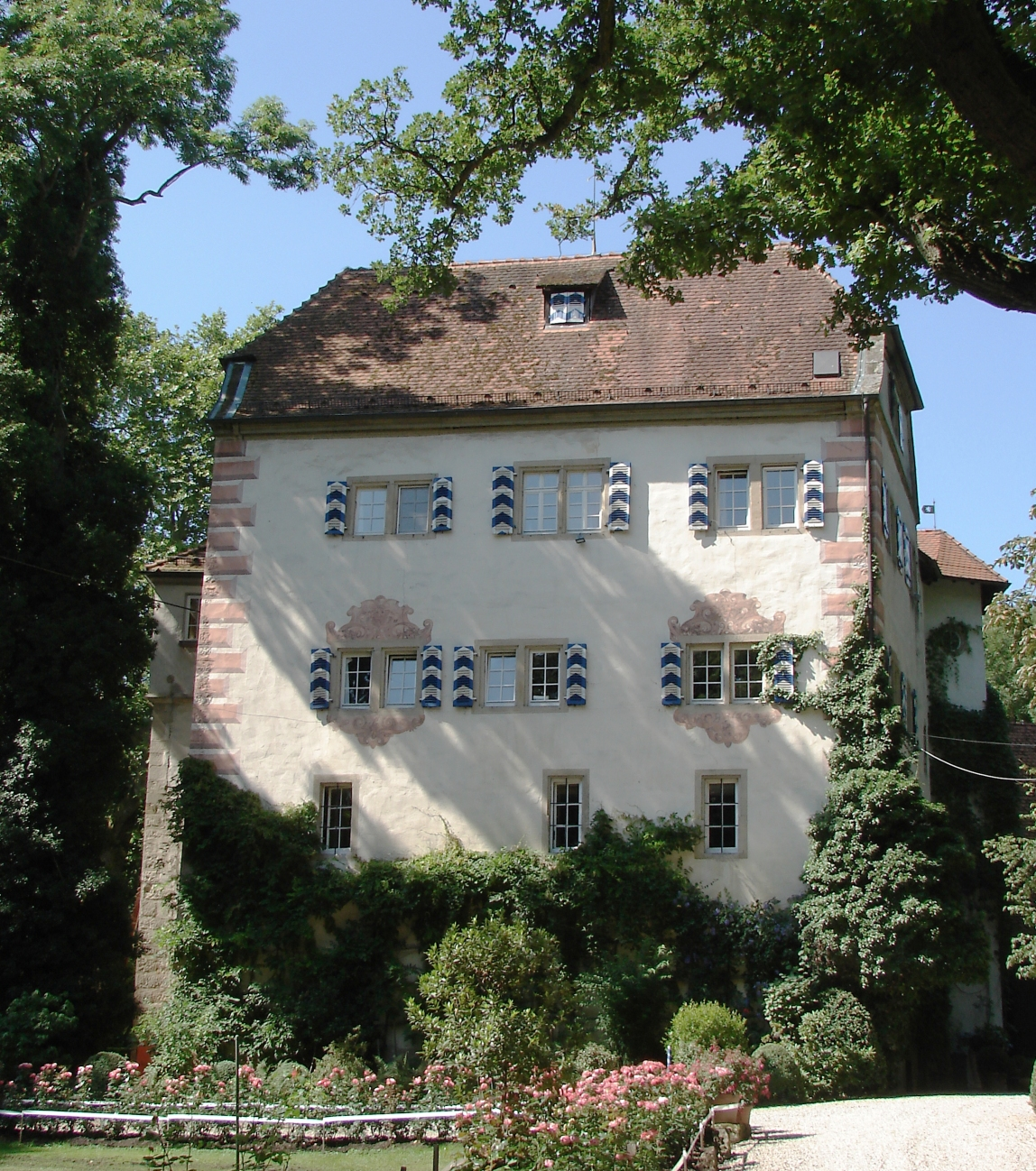
Burg Schaubeck
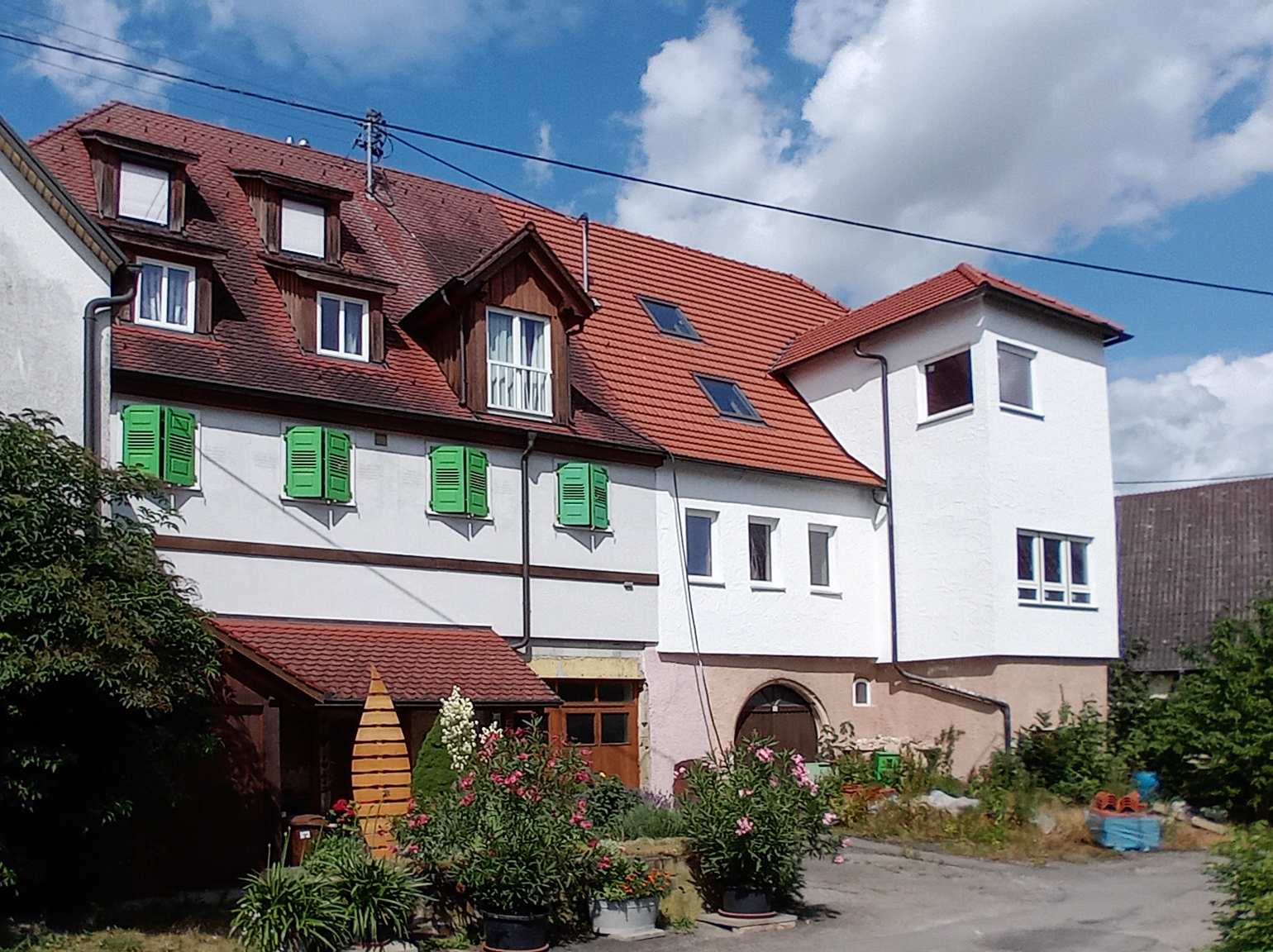
Mittleres Schloss Kleinbottwar
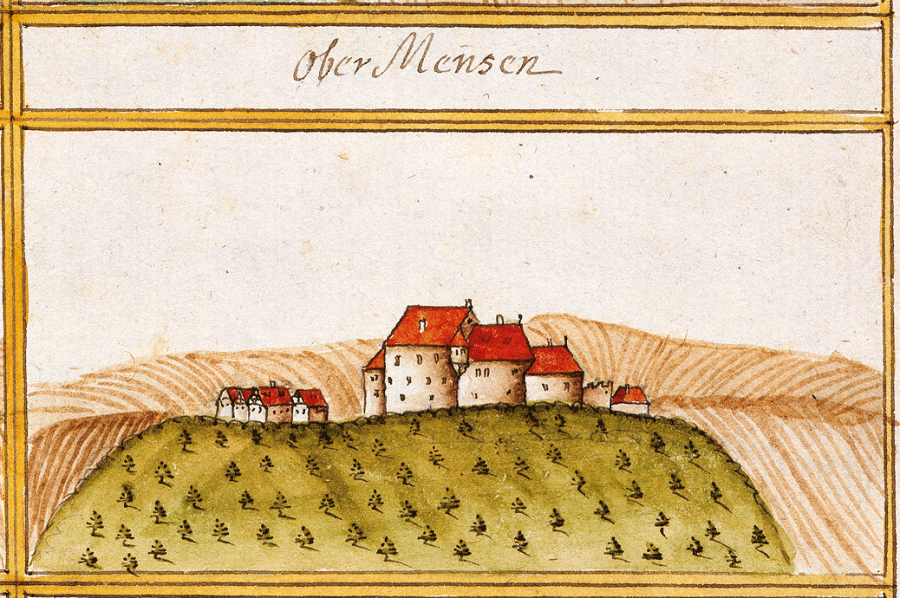
Schloss Obermönsheim 1682
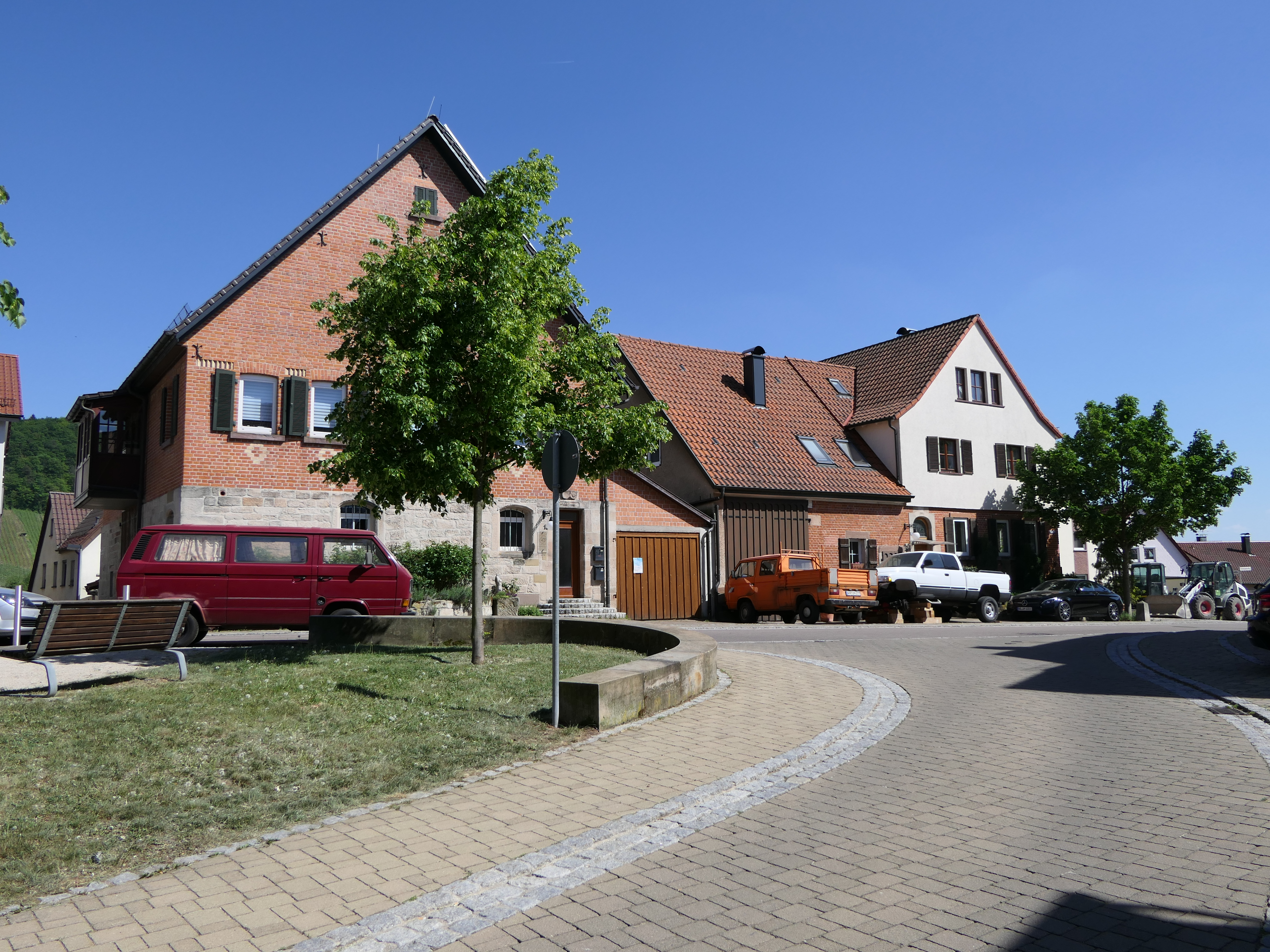
Schlössle von Steinreinach
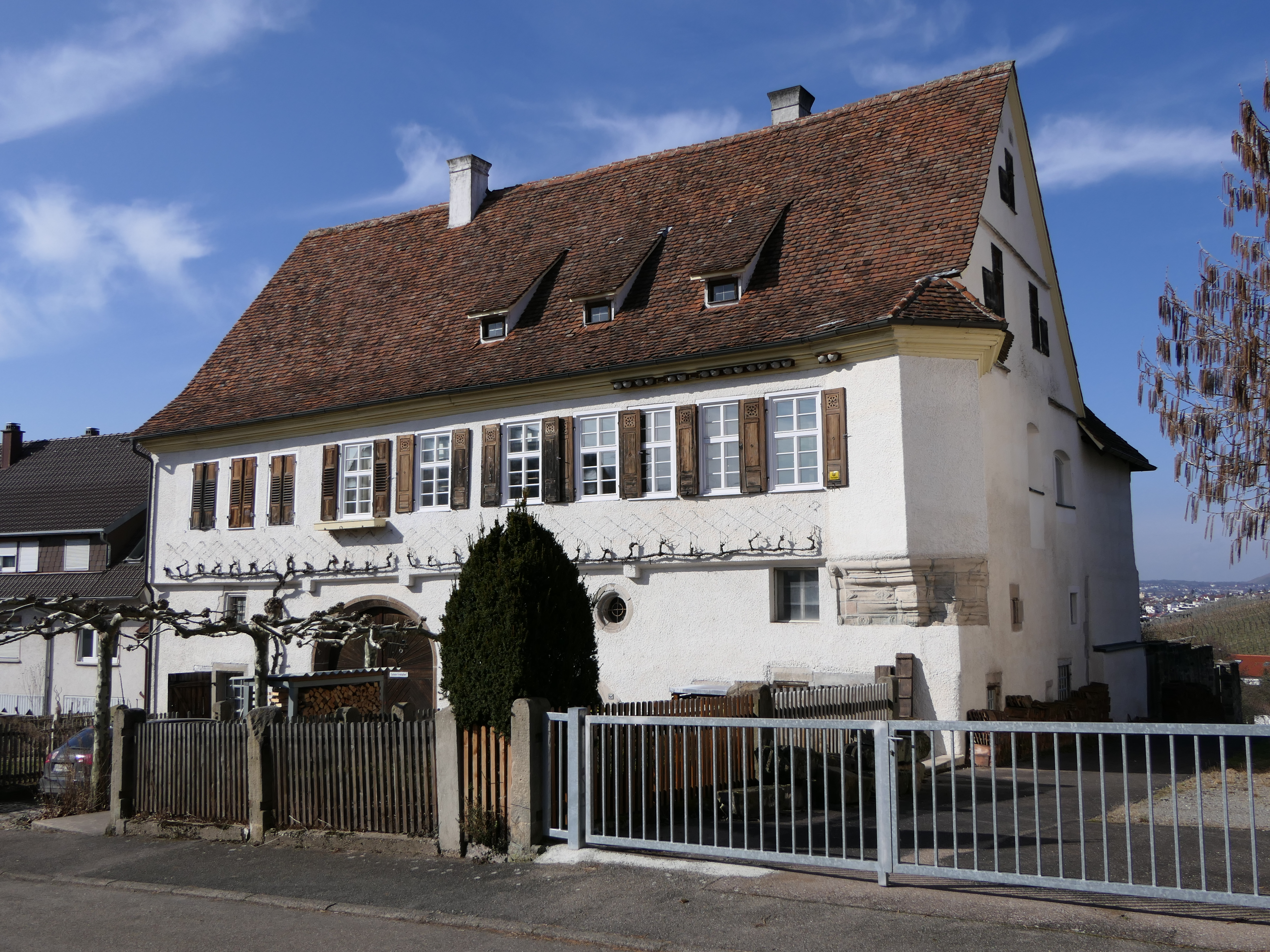
Neues Schloss Schnait (erbaut im 17. Jahrhundert)
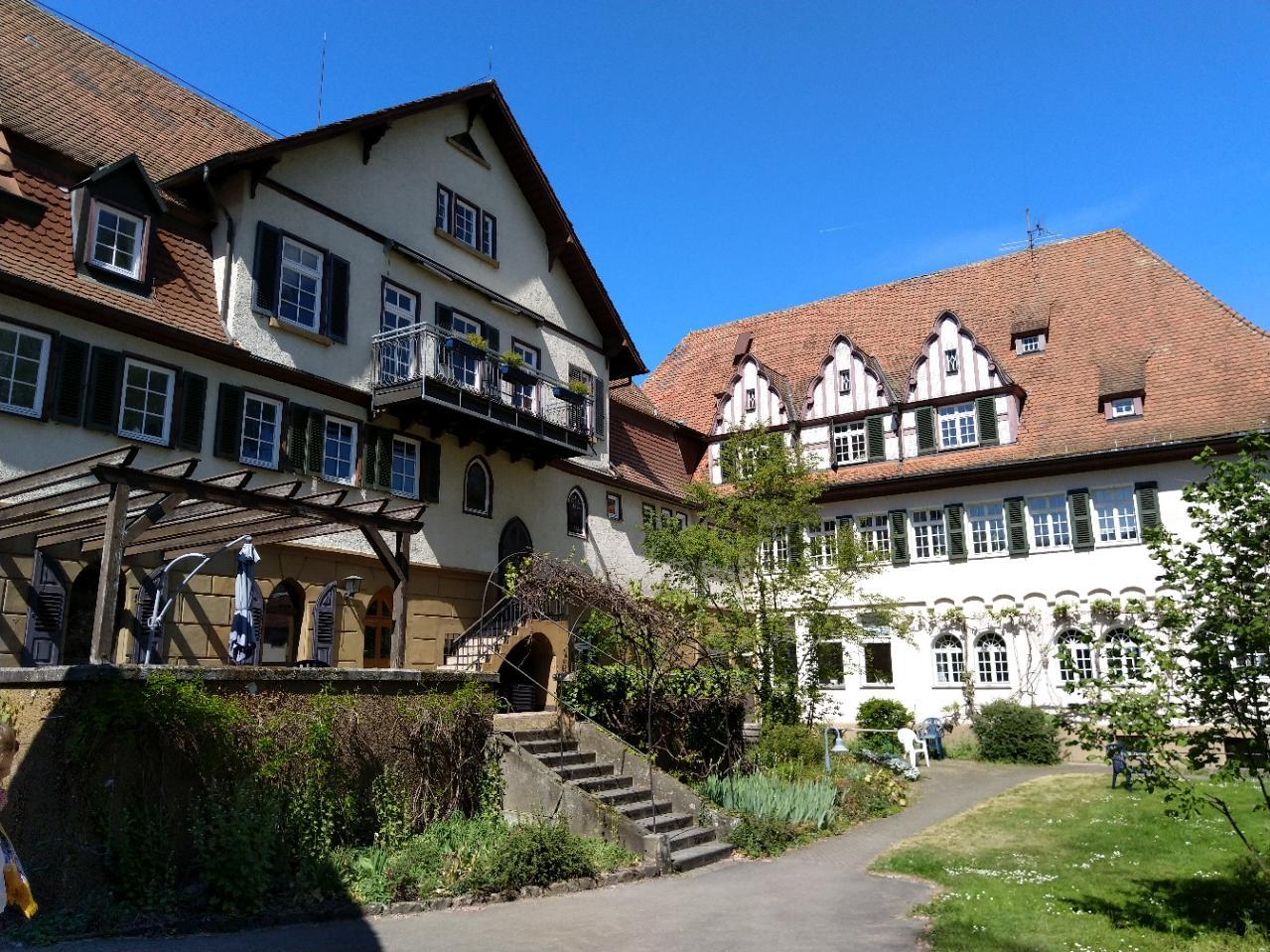
Vorderes Schlössle Oberensingen
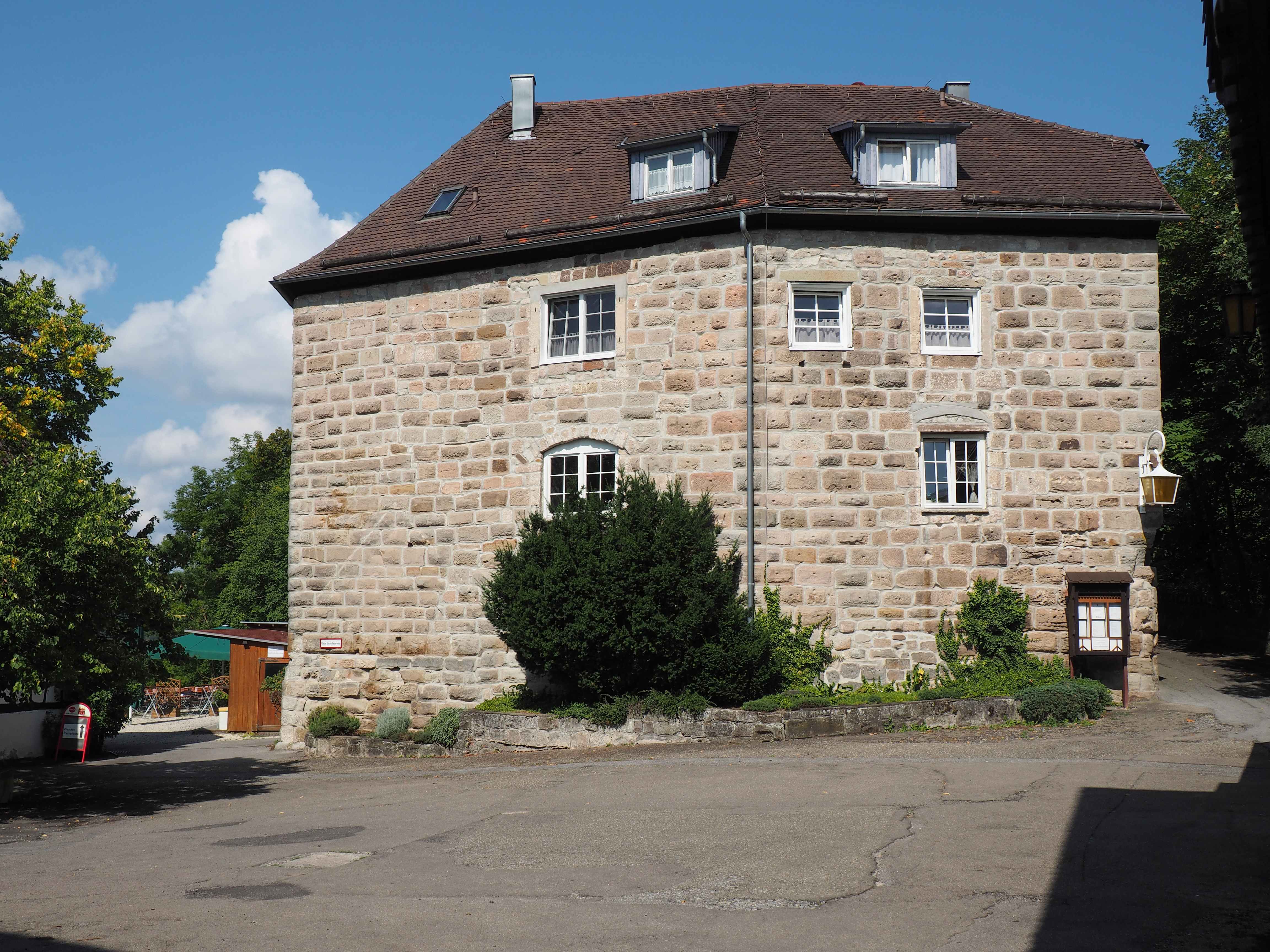
Burg Waldenstein
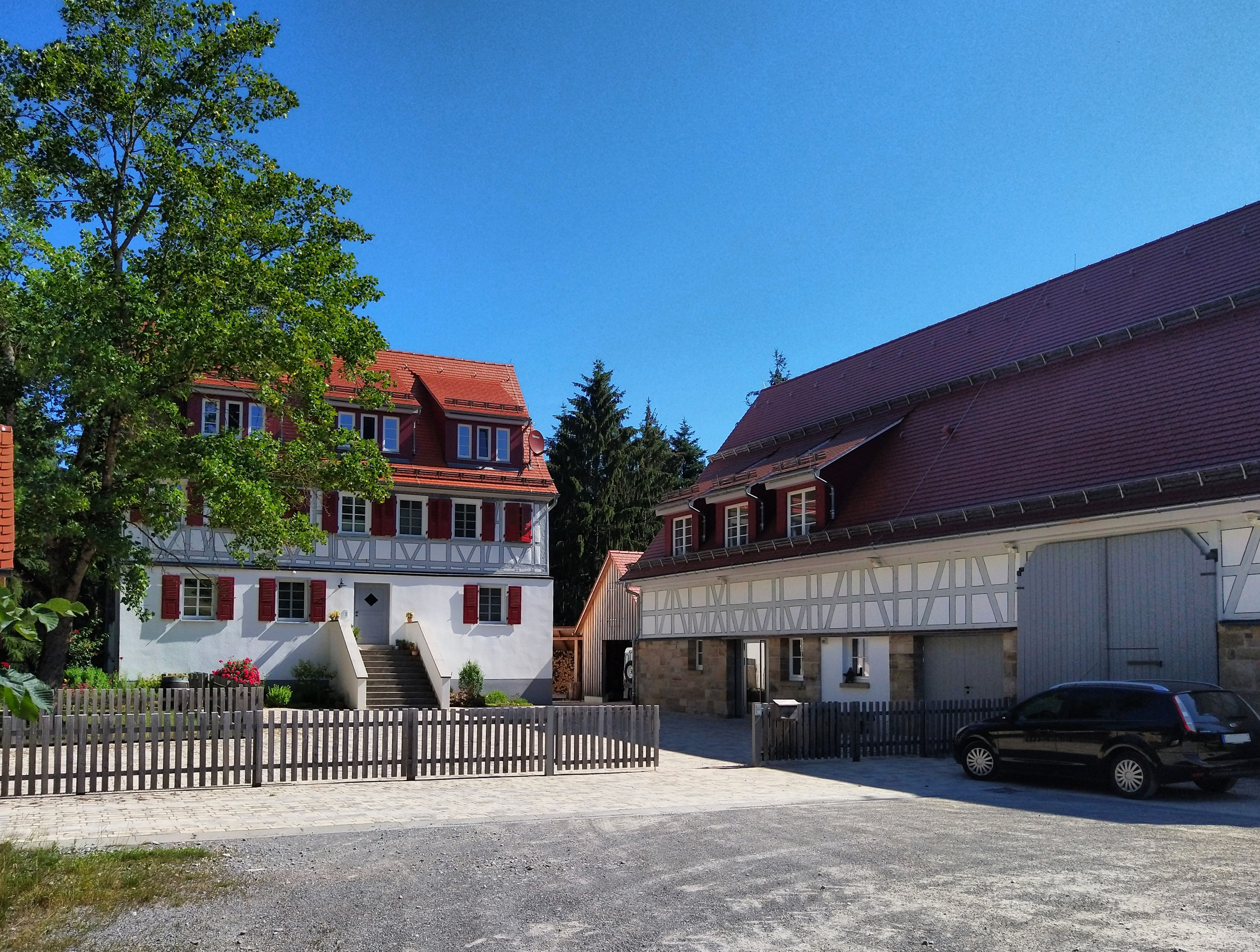
Warthof

## Wappen
Blasonierung des Stammwappens: In Gold ein gebogenes schwarzes Steinbockshorn; auf dem bekrönten Helm ist das Horn nach links gebogen; die Helmdecken sind schwarz-golden.

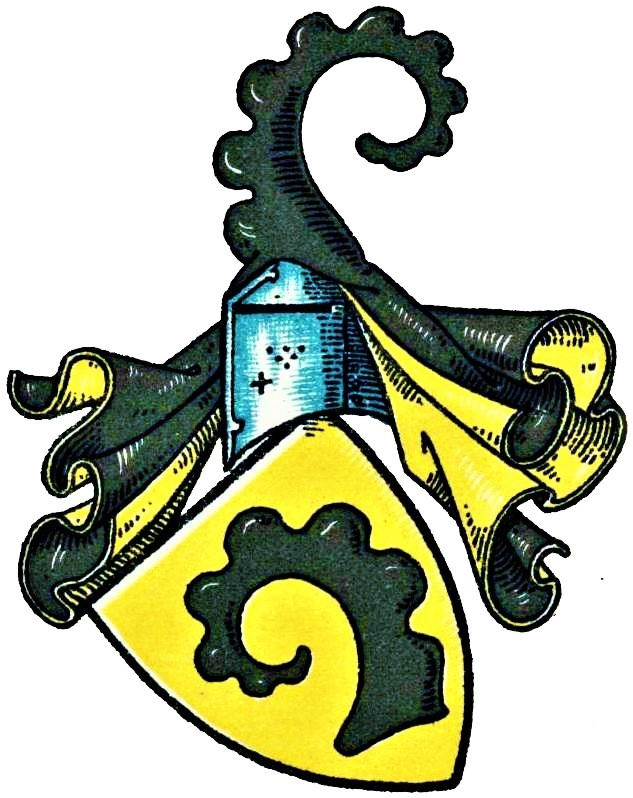
Wappen derer von Gaisberg im Wappenbuch des Westfälischen Adels
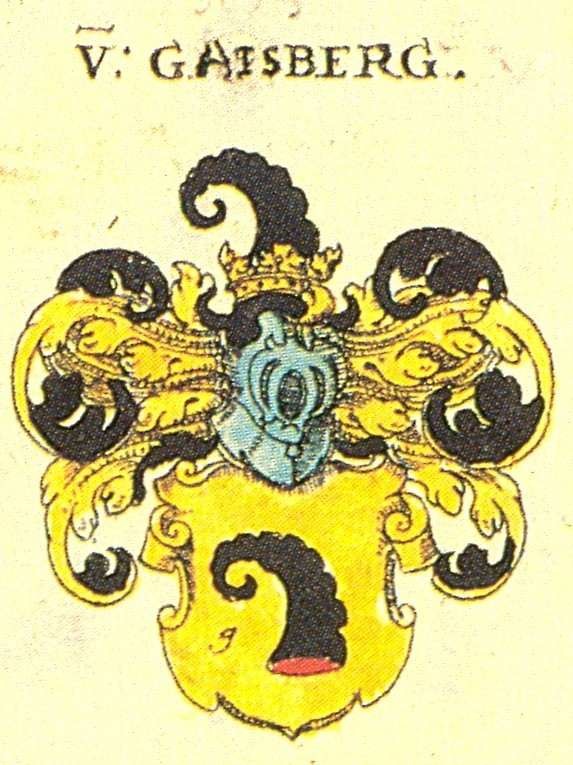
Wappen aus Siebmachers Wappenbuch
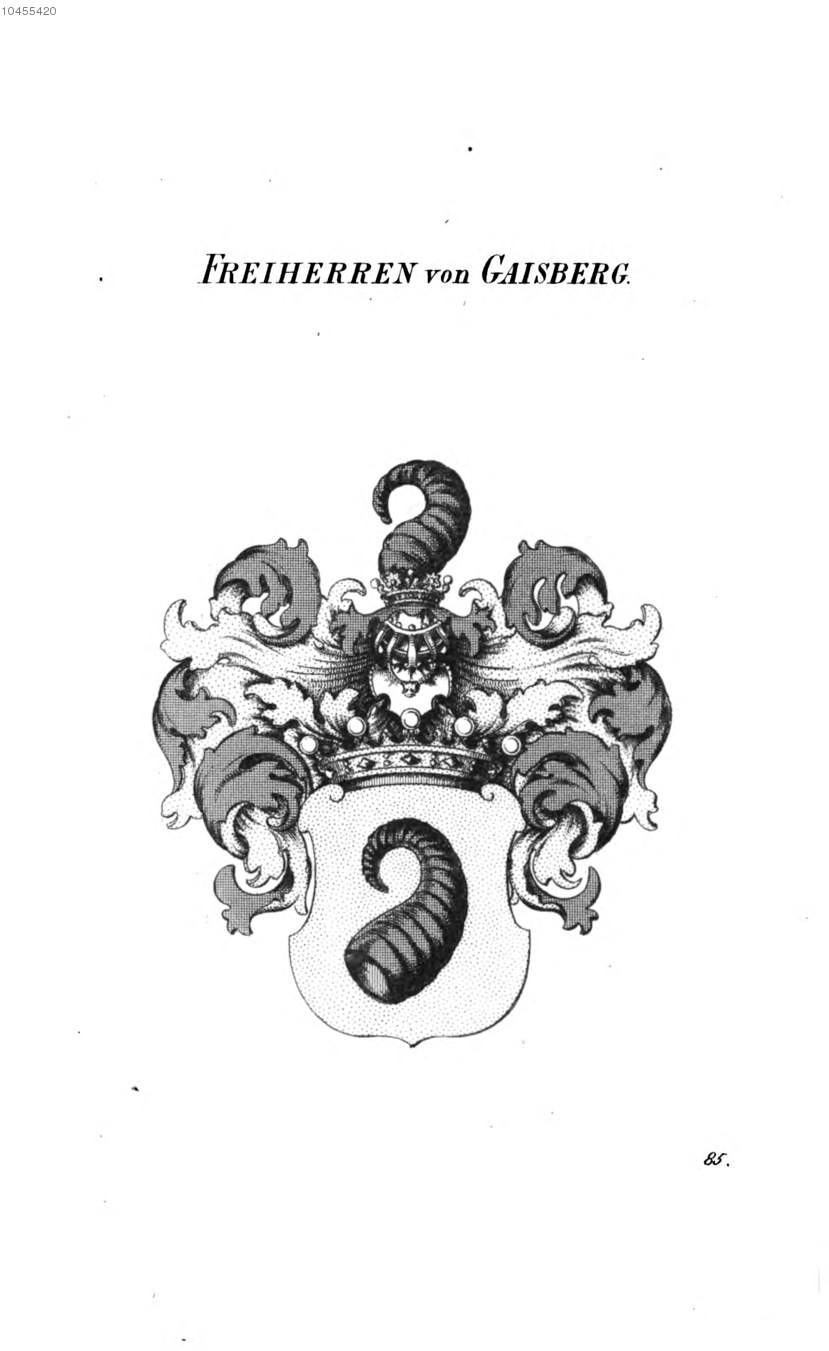
Stammwappen der Freiherren von Gaisberg, nach Tyroff AT, zwischen 1831 und 1868
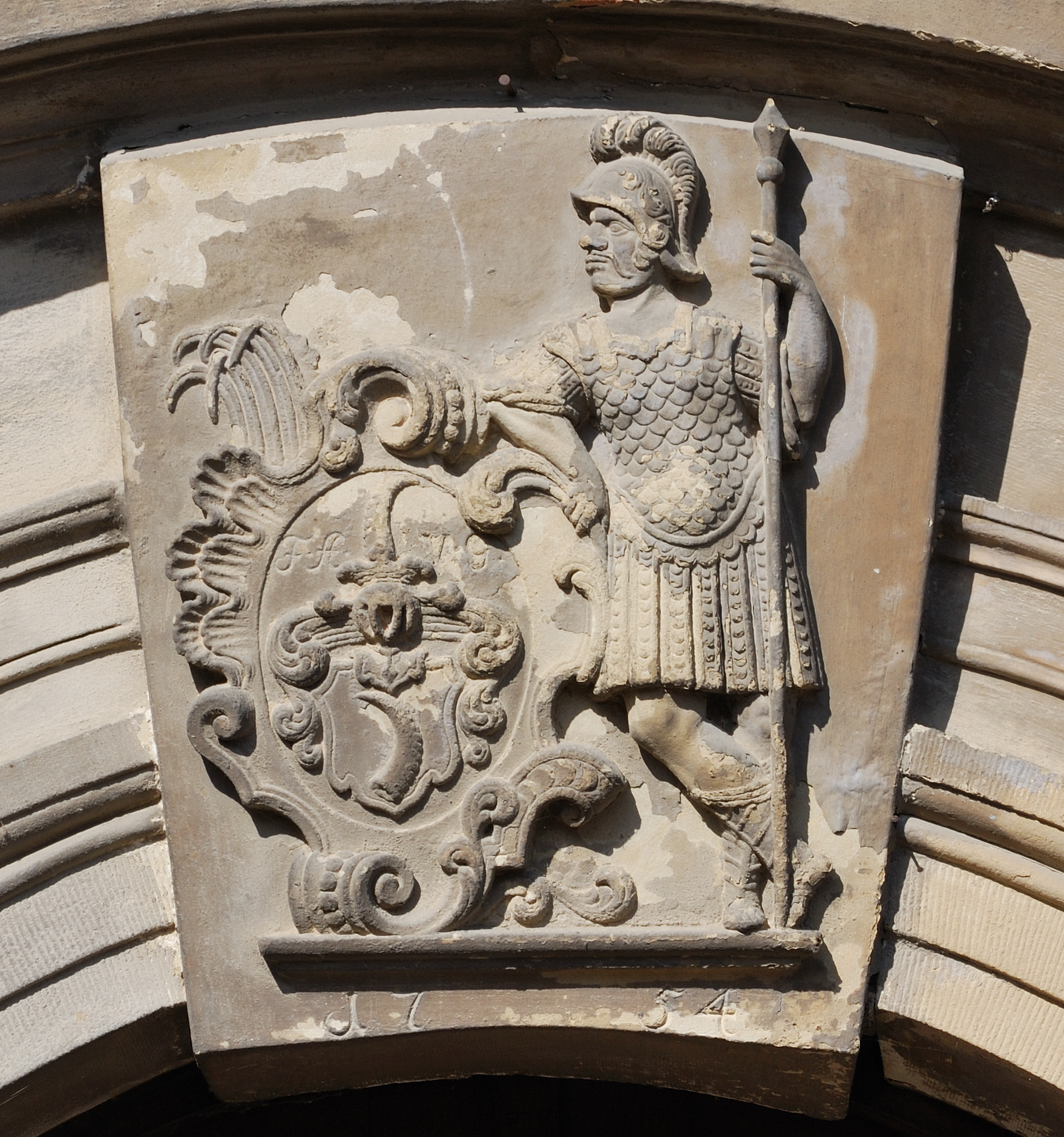
Wappenstein des F.A.V.G (* 1710; † 1763) in Schöckingen
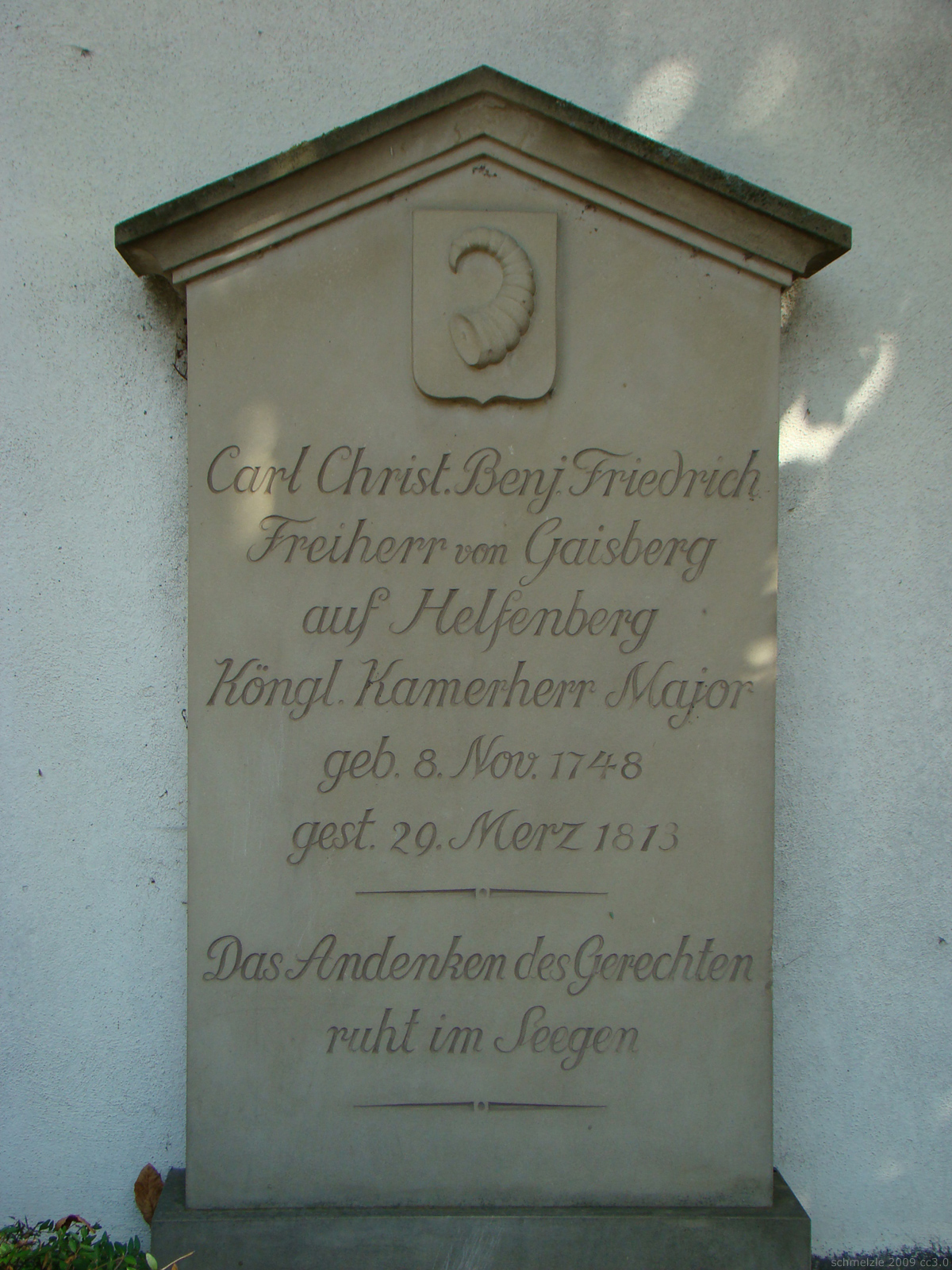
Grabmal mit Stammwappen des C.C.B.F. von Gaisberg (* 1748; † 1813) in Auenstein (Ilsfeld)
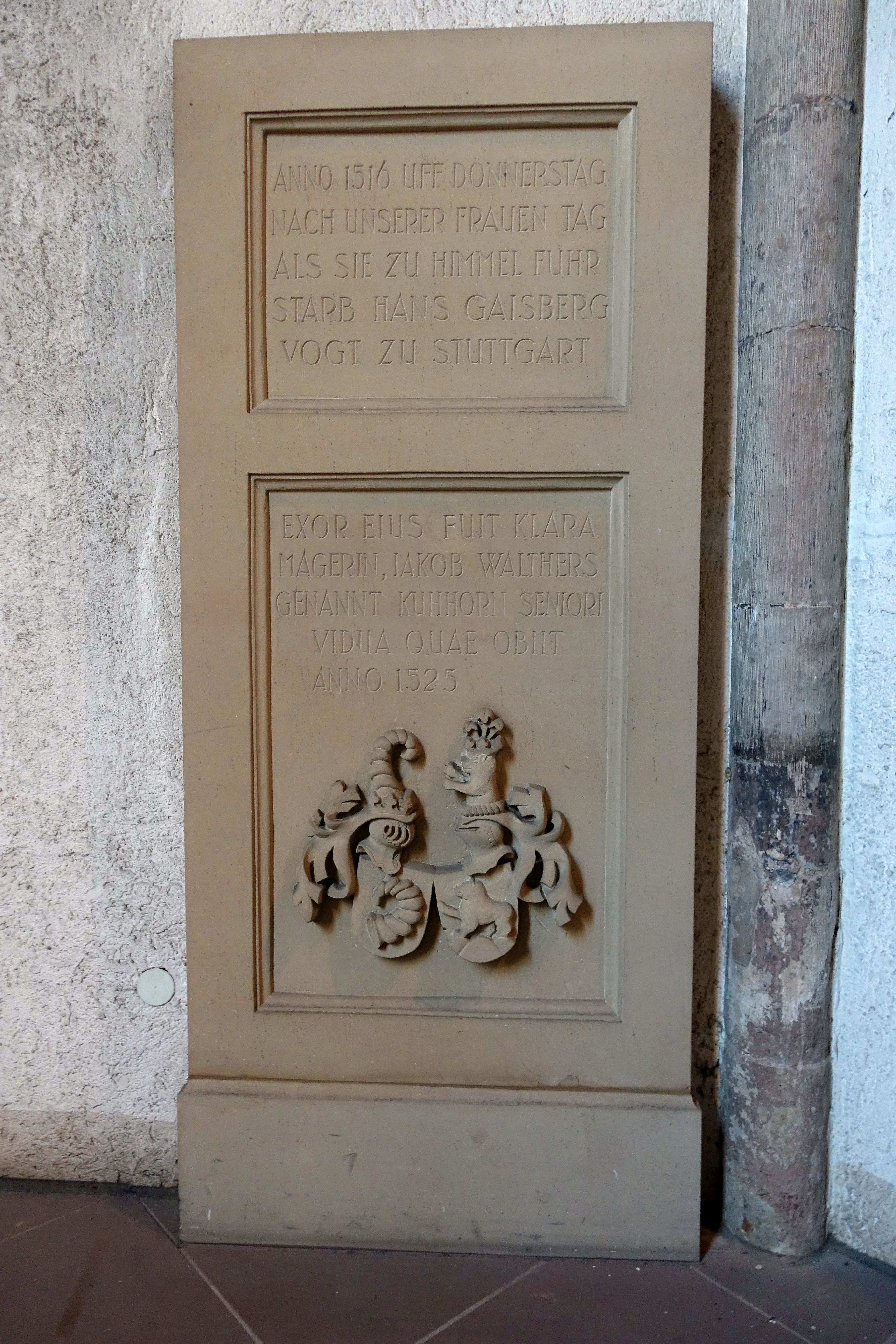
Allianzwappen auf Grabmal des Hans Gaisberg (* ?; † 1516), Vogt zu Stuttgart, Leonhardskirche Stuttgart
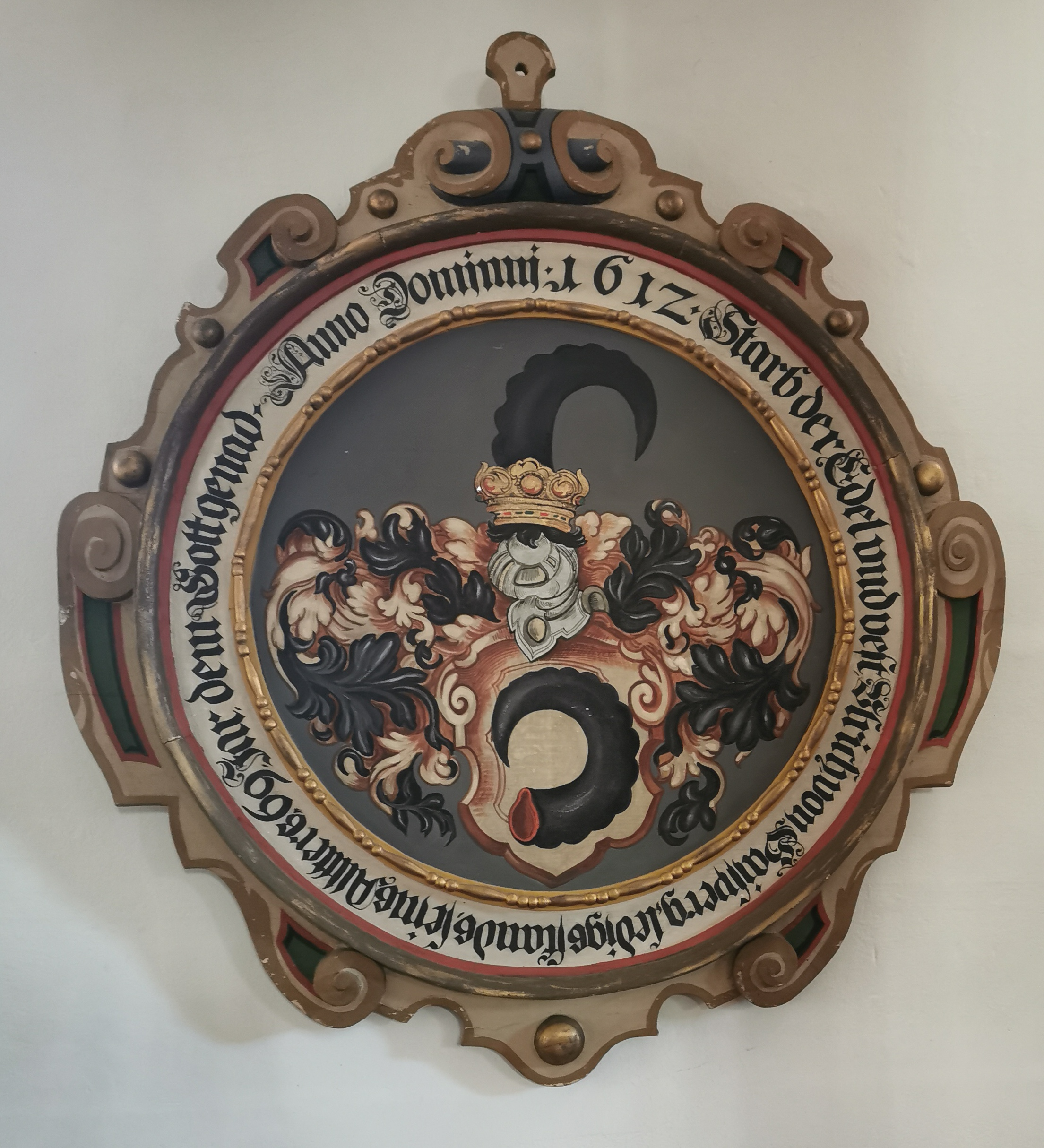
Epitaph für Ulrich von Gaisberg (* 1543; † 1612) in der Wendelinskirche Haubersbronn
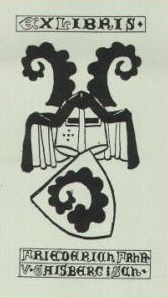
Exlibris für Friedrich von Gaisberg-Schöckingen, nach Closs
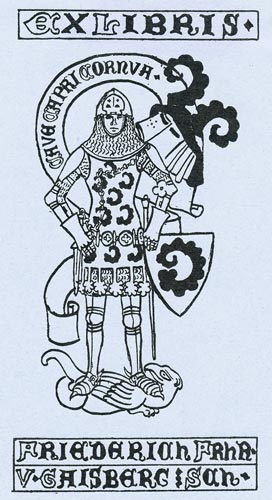
Exlibris für Friedrich von Gaisberg-Schöckingen, nach Closs
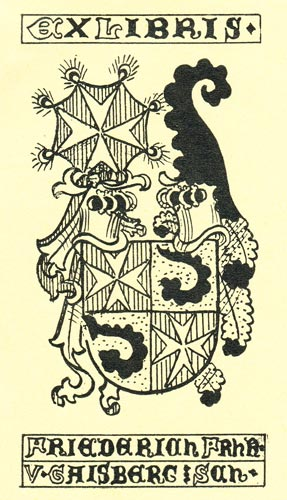
Exlibris für Friedrich von Gaisberg-Schöckingen, nach Closs
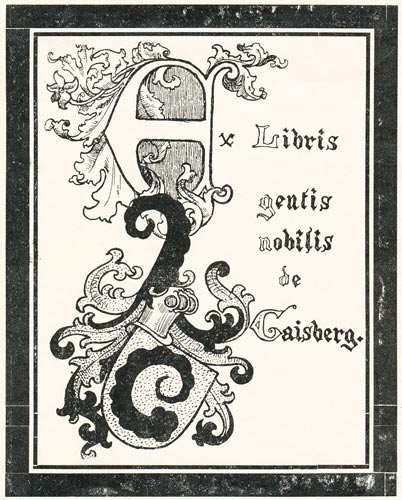
Exlibris für Friedrich von Gaisberg, nach Closs
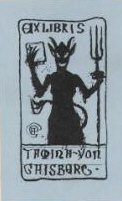
Exlibris für Tamina von Gaisberg-Schöckingen, nach Closs

## Bekannte Familienmitglieder
- Adolf von Gaisberg-Schöckingen (1814–1851), Freiherr, fürstlich hohenzollernscher Oberhofforstrat und Finanzrat
- Christoph Gaisberg(er) (um 1490–1551), immatr. Univ. Tübingen 1508, Forstmeister auf Burg Reichenberg 1522–1533, auch Klostervogt von Steinheim an der Murr 1524, vermählt um 1511/13 mit Anna von Baldeck (um 1490–1565), Stammeltern der Freiherren von Gaisberg-Schöckingen
- Friedrich von Gaisberg-Schöckingen (1857–1932), Freiherr, Gutsbesitzer, Politiker und Heraldiker
- Georg Ludwig Dieterich von Gaisberg-Schöckingen (1785–1864), Generalmajor und Gouverneur von Ulm
- Ulrich von Gaisberg-Helfenberg (1863–1906), württembergischer Kammerherr, Landtagsabgeordneter
- Heinrich von Gaisberg-Schöckingen (1784–1853), württembergischer Kammerherr und Oberforstmeister zu Leonberg, vermählt 1809 mit Freiin Amalie von Phull-Rieppur (Pfuel), (* 1792; † 1882)
- Hermann von Gaisberg-Helfenberg (1860–1924), württembergischer Kammerherr, Landtagsabgeordneter
- Ludwig von Gaisberg (1775–1852), Freiherr, Justizbeamter und Politiker
- Maximilian von Gaisberg-Schöckingen (1821–1913), Freiherr, Gutsbesitzer
- Philipp Albrecht von Gaisberg (1676–1752), Generalfeldmarschall-Leutnant und Obervogt
- Rudolf von Gaisberg-Helfenberg (1832–1878), württembergischer Kammerherr, Landtagsabgeordneter
- Ulrich Albrecht von Gaisberg (1600–1679), Burgvogt zu Stuttgart und herzoglicher Frauenzimmerhofmeister
- Wilhelm von Gaisberg-Schöckingen (1821–1899), württembergischer Generalleutnant